# アンローダー
アンローダー もしくは シップアンローダーは、港湾荷役機械の一つで、バース（岸壁）において、ばら積み貨物（バルクカーゴ）を陸揚げするためのもの。

## 概要
港湾施設の一つとして岸壁に設置され、方式によりおおよそ次のように区別される。
- 連続式
  - 機械式
  - 真空吸引式（ニューマチック）
- 間欠式

穀物や鉱石といった ばら積みの荷物を荷揚げし、倉庫やサイロ等の貯蔵施設へ送るベルトコンベアに載せる役割を担う。